# Emmanuele Campolongo
Emmanuele Campolongo, né le 30 décembre 1732 à Naples et mort dans cette même ville le 19 mars 1801, est un poète et archéologue italien.

## Biographie
Emmanuele Campolongo naquit le 30 décembre 1732, à Naples, de parents riches et qui ne négligèrent rien pour lui procurer une bonne éducation. Après avoir achevé ses études littéraires, il suivit un cours de philosophie, fréquenta les écoles de droit et de médecine, et acquit ainsi des connaissances très-variées. La fortune qu’il espérait lui permettant de se livrer à son goût pour la poésie, il parvint bientôt à faire des vers avec une extrême facilité, et il ne laissa guère passer l’occasion d’en composer. La mort de son oncle, médecin du pape Benoît XIV, l’ayant obligé de se rendre à Rome pour régler les affaires de sa succession, il y fut promptement connu de tous les amis des lettres. Le cardinal Passionei témoigna le désir de voir le jeune poète en particulier ; il lui donna le sujet d’une pièce, et fut très-content de la manière dont il l’avait traité. Les poètes sont assez ordinairement de mauvais ménagers : Campolongo, qui ne s’était jamais mêlé de l’administration de sa fortune, s’aperçut un jour que ses revenus ne lui suffisaient plus ; il voulut s’occuper du droit et de la médecine ; mais ses habitudes le ramenaient malgré lui à la littérature, et, en 1765, il accepta la chaire d’humanités au collège de Naples. Les talents qu’il développa dans cette place attirèrent à ses leçons une foule d’élèves ; mais les efforts qu’il était obligé de faire pour soutenir sa réputation comme professeur ne l’empêchèrent pas de publier successivement un grand nombre d’ouvrages qui décèlent beaucoup d’imagination et une rare fécondité. Plus tard, l’Académie Ercolanese l’admit au nombre de ses membres ; et l’étude approfondie qu’il avait faite des inscriptions antiques le mit à même de rendre à ses collègues de grands services. Occupé de perfectionner plusieurs ouvrages qui devaient mettre le sceau à sa réputation, il ne prend aucune part aux troubles que Naples éprouve dans les dernières années du 18e siècle, et meurt du typhus au mois de mars 1801.

## Œuvres
- La Polifemeide, sonetti, Naples, 1759, in-8° ; colle parafrasi latine, ibid., 1763, in-4°. Dans cette suite de sonnets, l’auteur s’est proposé de peindre le délire de Polyphème. Son biographe Roberti dit qu’il tient de Campolongo que cet ouvrage fut réimprimé dans toute l’Europe, et que les académiciens de Paris lui demandèrent son portrait pour le placer dans leur bibliothèque.
- La Mergellina, opera pescatoria, ibid., 1761, in-8°. Cet ouvrage, dans le genre de l’Arcadia de Sannazar, est en prose mêlée de vers. Il est très rare.
- La Galleide, ibid., 1766, in-8°.
- Il Proteo, ibid., 1768, in-8° ; nouvelle édition, 1819, in-8°, avec la vie de l’auteur en latin, par Michele Roberti. C’est un recueil de vers italiens et latins dans lesquels Campolongo, nouveau Protée, prend tour à tour la forme des plus célèbres poètes anciens et modernes. Lalande trouve qu’il a complètement réussi (Voyage en Italie, édit. de 1790, t. 5, p. 465).
- La Volcaneide, ibid., 1776, in-8°.
- Le Smanie di Pluto, ibid., 1776, in-8°. Dans ce recueil du même genre que La Polifemeide, l’auteur a peint la fureur de Satan, lorsqu’il voit une âme près de lui échapper.
- Polifemo ubbriaco, ditirambo, ibid., 1778, in-4°.
- Il peccatore convinto ; quaresimale, ibid., 1778, 3 vol. in-12. Ses sermons offrent une peinture énergique des vices du siècle. Les critiques italiens, en convenant que l’auteur a beaucoup d’esprit et de vivacité, lui reprochent de tomber souvent dans l’enflure et l’exagération.
- Cursus philologicus, ibid., 1778, 4 vol. in-12.
- Sepulcretum amicabile, ibid., 1781, 2 t. in-4°.
- Litholexicon intentatum, ibid., 1782, in-4°. Ouvrage utile aux archéologues.
- Sereno Serenato, o sia idea scoperta di Quinto Samonico, ibid., 1786, in-8° : cette édition de Sammonicus, inconnue en France, a la même date que celle publiée à Leipzig par le savant Ackermann, et qui est la meilleure que l’on ait de ce médecin-poète.